# Prefix (taalkunde)
Een prefix  of voorvoegsel is een toevoeging (affix) die voor het grondwoord wordt geplaatst. Het woord 'prefix' hangt etymologisch via het Latijnse praefixum samen met figere, fixum, ‘vasthechten’, en prae-, ‘aan de voorzijde’, ‘vooraan’. Het prefix is altijd een gebonden morfeem (afhankelijk woorddeel). Dit houdt in dat het, in tegenstelling tot een cliticum, niet als afzonderlijk woord voorkomt. De tegenhanger van het prefix is het suffix (achtervoegsel), dat achter het grondwoord wordt geplaatst. Grondwoord plus voor- of achtervoegsel vormen in de taalkunde samen een geleed woord of afleiding.
Het taalkundig verschijnsel waarbij een zelfstandig woord wordt voorafgegaan door een prefix, prefigering, is een studieobject binnen de morfologie.
Prefixen komen in bijna alle talen van de wereld voor, behoudens de isolerende talen. Voorbeelden van Nederlandse prefixen zijn her- als in herhalen, herinneren, herkennen; en ver- als in veranderen, vergaan, zich vergissen, verkijken, verzwikken. Andere vormingen zijn bijdrage, bijslag, bijzin, doorgang, doorslag, onkunde, onrecht, opdracht, opslag, opvang, toedracht, toegang, toeslag, toevoeging. In vele gevallen stamt het Nederlandse prefix af van een voorzetsel of van een kort bijwoord. 
Pre- (voor-) is een Latijns voorvoegsel (prae-), dat voorkomt in Latijnse leenwoorden als prefix, prehistorie, prematuur, president, preventief. Daarnaast is pre- als leenmorfeem in het Nederlands zelf productief geworden in begrippen als preadvies, prefabricage, premetro, prepensioen.
Zowel prefixen als suffixen komen in de meeste natuurlijke talen voor, maar suffixen vaker dan prefixen. Er zijn veel talen waarin voornamelijk suffixen worden gebruikt en bijna geen prefixen. Nog veel zeldzamer zijn echter disfixen, confixen, transfixen, infixen, suprafixen en simulfixen.